# Platyarthrus lindbergi
Platyarthrus lindbergi là một loài chân đều trong họ Platyarthridae. Loài này được Vandel miêu tả khoa học năm 1958.